# Durance (rzeka)
Durance – rzeka w południowo-wschodniej Francji, lewy dopływ Rodanu. Jej długość wynosi 305 km, a powierzchnia dorzecza – 14 225 km².
Jej źródła znajdują się w Alpach Kotyjskich w pobliżu głównego grzbietu wododziałowego Alp, na północnych stokach trzeciorzędnego szczyciku Cime du Gondran na wysokości ok. 2350 m n.p.m., ok. 4 km na południe od przełęczy Montgenèvre i 7 km na wschód od miasta Briançon, niedaleko granicy z Włochami. Odcinek źródłowy długości ok. 4 km spływa w kierunku północnym, po czym rzeka skręca w kierunku południowo-zachodnim. Płynie w głębokim obniżeniu między Alpami Delfinackimi a Nadmorskimi, by w końcu wypłynąć na przedpole Alp. W dolnym biegu płynie w kierunku zachodnim. Uchodzi do Rodanu kilka kilometrów na południe od Awinionu.

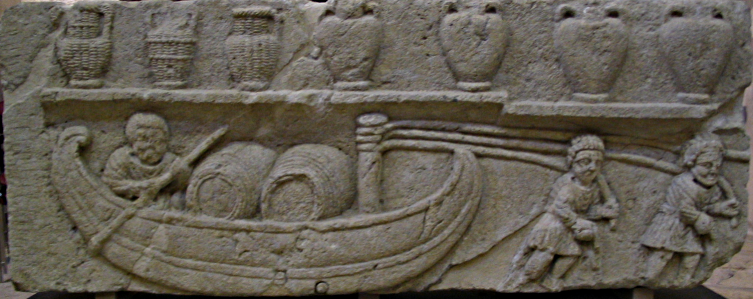
Płaskorzeźba przedstawiająca statki przewożące wino na Durance (Cabrières-d’Aigues, departament Vaucluse)

W epoce galoromańskiej Durance uznawana była za rzekę trudną do pokonania ze względu na jej bystry nurt i szerokie koryto. Od średniowiecza do XIX wieku jej wody wykorzystywane były do spławiania drewna. Początek odcinka spławnego znajdował się w Savines (dziś Savines-le-Lac nad jeziorem zaporowym Serre-Ponçon), gdzie budowano tratwy z drewna ściąganego z lasów Boscodon. Tratwy płynęły do Malemort, Cadenet, Awinionu i do Tarascon w Prowansji. Na tratwach spławiano przy okazji również inne produkty, jak drewno opałowe, zboże czy tutejszą specjalność – oliwę z orzechów. W kierunku odwrotnym, w górę rzeki, płynęły do Savines barki, ciągnięte przez woły lub przez muły, załadowane głównie solą pochodzącą z rejonu jeziora Berre w delcie Rodanu, wysyłaną następnie na drugą stronę Alp do Piemontu.
Obecnie jej zmienne przepływy, typowe dla rzek śródziemnomorskich, uregulowane zostały po wybudowaniu w latach 1955–1959 sztucznego zbiornika wodnego Serre-Ponçon. Od 1966 r. część wód rzeki i jej dopływu Verdon jest kierowana do jeziora Berre położonego w delcie Rodanu.
Główne dopływy:
- prawe: Èze, Guisane, Gyronde, Buëch, Coulon (Calavon);
- lewe: Guil, Ubaye, Bléone, Verdon.

Ważniejsze miasta leżące nad rzeką Durance: Briançon, Embrun, Sisteron, Manosque, Pertuis i Cavaillon.